# Liste der Bodendenkmäler in Bergtheim
Auf dieser Seite sind die Bodendenkmäler in der unterfränkischen Gemeinde Bergtheim zusammengestellt. Diese Tabelle ist eine Teilliste der Liste der Bodendenkmäler in Bayern. Grundlage ist die Bayerische Denkmalliste, die auf Basis des Bayerischen Denkmalschutzgesetzes vom 1. Oktober 1973 erstmals erstellt wurde und seither durch das Bayerische Landesamt für Denkmalpflege geführt wird. Die folgenden Angaben ersetzen nicht die rechtsverbindliche Auskunft der Denkmalschutzbehörde.

## Bodendenkmäler der Gemeinde Bergtheim

### Bodendenkmäler in der Gemarkung Bergtheim
| Lage                 | Objekt | Akten-Nr.     | Bild |
| -------------------- | --- | ------------- | ---- |
| Bergtheim (Standort) | Siedlung der Latènezeit. | D-6-6026-0134 |      |
| Bergtheim (Standort) | Grabhügel vorgeschichtlicher Zeitstellung. | D-6-6026-0135 |      |
| Bergtheim (Standort) | Vorgeschichtliche Grabhügel. | D-6-6026-0136 |      |
| Bergtheim (Standort) | Verebnete vorgeschichtliche Grabhügel. | D-6-6026-0156 |      |
| Bergtheim (Standort) | Siedlung der Urnenfelderzeit. | D-6-6026-0219 |      |
| Bergtheim (Standort) | Siedlung vor- und frühgeschichtlicher Zeitstellung. | D-6-6026-0220 |      |
| Bergtheim (Standort) | Siedlung der Linearbandkeramik und vermutlich der Urnenfelderzeit. | D-6-6026-0221 |      |
| Bergtheim (Standort) | Siedlung der Hallstattzeit. | D-6-6026-0222 |      |
| Bergtheim (Standort) | Körpergräber vor- und frühgeschichtlicher Zeitstellung. | D-6-6126-0015 |      |
| Bergtheim (Standort) | Siedlung der Metallzeiten und der römischen Kaiserzeit. | D-6-6126-0017 |      |
| Bergtheim (Standort) | Verebnete vorgeschichtliche Grabhügel. | D-6-6126-0111 |      |
| Bergtheim (Standort) | Siedlung der römischen Kaiserzeit. | D-6-6126-0202 |      |
| Bergtheim (Standort) | Archäologische Befunde des Mittelalters und der frühen Neuzeit im Bereich der katholischen Pfarrkirche St. Bartholomäus von Bergtheim mit Kirchhofgaden und Körperbestattungen; Langhausneubau 1963. | D-6-6126-0236 |      |

### Bodendenkmäler in der Gemarkung Dipbach
| Lage               | Objekt | Akten-Nr.     | Bild |
| ------------------ | --- | ------------- | ---- |
| Dipbach (Standort) | Siedlung der Linearbandkeramik.                                                                                           | D-6-6026-0157 |      |
| Dipbach (Standort) | Siedlung vor- und frühgeschichtlicher Zeitstellung.                                                                       | D-6-6026-0158 |      |
| Dipbach (Standort) | Siedlung mittelneolithischer Zeitstellung.                                                                                | D-6-6026-0159 |      |
| Dipbach (Standort) | Freilandstation des mittleren Paläolithikums sowie Bestattungsplatz vorgeschichtlicher Zeitstellung mit Grabhügeln.       | D-6-6026-0160 |      |
| Dipbach (Standort) | Archäologische Befunde im Bereich der frühneuzeitlichen katholischen Pfarrkirche St. Ägidius von Dipbach; 1963 erweitert. | D-6-6126-0238 |      |

### Bodendenkmäler in der Gemarkung Opferbaum
| Lage                 | Objekt | Akten-Nr.     | Bild |
| -------------------- | --- | ------------- | ---- |
| Opferbaum (Standort) | Siedlung der Urnenfelderzeit und der jüngeren Latènezeit sowie Brandgräber vor- und frühgeschichtlicher Zeitstellung.                                                     | D-6-6026-0141 |      |
| Opferbaum (Standort) | Siedlung der römischen Kaiserzeit, der Merowingerzeit, des späten Mittelalters und der frühen Neuzeit.                                                                    | D-6-6026-0143 |      |
| Opferbaum (Standort) | Bestattungen der Schnurkeramik und der Merowingerzeit sowie Siedlung der Hallstatt- und der frühen Latènezeit.                                                            | D-6-6026-0144 |      |
| Opferbaum (Standort) | Verebnete vorgeschichtliche Grabhügel. | D-6-6026-0161 |      |
| Opferbaum (Standort) | Siedlung vor- und frühgeschichtlicher Zeitstellung. | D-6-6026-0162 |      |
| Opferbaum (Standort) | Siedlung der Hallstattzeit. | D-6-6026-0163 |      |
| Opferbaum (Standort) | Siedlung der Linearbandkeramik und möglicherweise des Mittelneolithikums.                                                                                                 | D-6-6026-0164 |      |
| Opferbaum (Standort) | Siedlung vor- und frühgeschichtlicher Zeitstellung. | D-6-6026-0165 |      |
| Opferbaum (Standort) | Siedlung der Linearbandkeramik und der Urnenfelderzeit. | D-6-6026-0170 |      |
| Opferbaum (Standort) | Siedlung der Linearbandkeramik, der Urnenfelderzeit, der Hallstattzeit und der römischen Kaiserzeit.                                                                      | D-6-6026-0172 |      |
| Opferbaum (Standort) | Siedlung des Neolithikums. | D-6-6026-0179 |      |
| Opferbaum (Standort) | Siedlung der Hallstattzeit. | D-6-6026-0196 |      |
| Opferbaum (Standort) | Siedlung der Hallstattzeit und der frühen Latènezeit. | D-6-6026-0210 |      |
| Opferbaum (Standort) | Siedlung der Hallstattzeit. | D-6-6026-0223 |      |
| Opferbaum (Standort) | Siedlung der Linearbandkeramik und der Urnenfelderzeit. | D-6-6026-0224 |      |
| Opferbaum (Standort) | Archäologische Befunde im Bereich der früh- und spätneuzeitlichen katholischen Pfarrkirche St. Lampertus von Opferbaum mit mittelalterlichem Vorgängerbau und Kirchgaden. | D-6-6026-0315 |      |